# Zenei kriptogram
A zenei kriptogram a nyugati zenében olyan hangsorozatot jelent, mely extra szövegtartalomhoz kapcsolható. Leggyakrabban a zeneszerző, vagy más személy nevének betűit hangjegyekkel helyettesítő alakzat, azaz egy zeneszerzőnek vagy más személynek zenei névjegyét jelentheti, vagy esetleg egy szót reprezentáló zenei motívum. Talán a legismertebb zenei névjegymotívum a BACH-motívum, melyet J. S. Bach A fúga művészete XIV. utolsó, lezáratlan fúgájában szólaltat meg.

A BACH-motívum

A zenei kriptogramok alapja a nyugati zene kottaírása, amely nemcsak grafikusan ábrázolja a hangokat, hanem a hangjegyek betűkkel való azonosítását is lehetővé teszi. A zenei hangoknak alapvetően többféle elnevezése is ismert. Az egyik az Arezzói Guidó által kialakított szolmizációs elnevezés (ut = do, re, mi, fá, sol, la, ti, azaz u, r, m, f, s, l, t, vagy másként d, r, m, f, s, l, t). A hangjegyek másik általánosan ismert elnevezése az abc betűit követő (A, B, C, D, E, F, G, H,) elnevezés. A hangjegyek meghatározásának ezek a módszerei lehetőséget adnak zenei motívumokon keresztül nevek vagy akár szavak kódolására. A kottaírásban használt módosító jelek (, , ) a zenei hangok elnevezését is módosítják, melyek a zenei kriptogramok eszköztárát tovább bővítették. Így többek között az E hang félhanggal leszállított neve Esz (E), ami egyúttal több nyelvben az S betű elnevezése is, ezt a szerzők számtalan zenei névjegyben fel is használták.
A kompozíciók művészi alkotások és természetesen nem titkosírások, csak ritka eset, hogy egy zenei motívum kódolt algoritmusa a szteganográfia tárgykörébe sorolható.

## Története

### Középkor
Attól kezdődően, hogy a kialakulóban levő nyugati kottaírás a hangjegyeket már a 10. századtól betűkhöz kapcsolta, lehetővé vált volna a folyamat megfordítása, azaz betűket is kódolhatott volna egy-egy hangjegy. Azonban a középkorban a zeneszerzők nem fedezték fel ezt a lehetőséget.

### Reneszánsz
A reneszánszban született meg a kezdeti zenei kriptogramként felfogható módszer, a soggetto cavato, mely a szolmizációs nevekre épült. Az első, aki élt ezzel a módszerrel, azaz a szótag-szolmizációs név párosítás lehetőségével, Josquin des Prez volt. Josquin a ferrarai hercegnek ajánlott Missa Hercules dux Ferrariae című miséjében a dedikált latin nevét – Hercules Dux Ferrariae – használta fel. A Her-cu-les-Dux Fer-ra-ri-ae szöveg szótagjait szolmizációs nevekhez rendelte, ezzel határozva meg azok hangmagasságát, majd az így kapott témát a mű cantus firmusaként használta. Josquin des Prez szisztémája a név szótagjainak magánhangzói és a szolmizációs elnevezések magánhangzóinak azonosságán alapult. Így a ferrarai herceg nevéből, „Her-cu-les-Dux Fer-ra-ri-ae”, azaz „Her-cu-les-Dux Fer-ra-ri-ae” névből szolmizációs sor lett, a „re-ut-re-ut-re-fa-mi-re”, azaz „re-do-re-do-re-fa-mi-re” hangsorozat született, mai notációban D-C-D-C-D-F-E-D. Számos reneszánsz zeneszerző is élt a soggetto cavato módszerével, köztük Adrian Willaert és Costanzo Festa.

### Barokk kor
A zeneszerzők saját nevük kódolásának lehetőségével elsőként a barokk korban éltek. A leghíresebb példája ennek J. S. Bach A fúga művészete XIV. utolsó, befejezetlen fúgájában megszólaló BACH-motívum, melyet saját családnevének betűiből maga Bach formált. Bach a német nyelvterületeken – és nálunk is alkalmazott – notációs rendszerre építette saját zenei névjegyét, később a motívum a zenetörténetben számos műben is szerepelt. Nem sokkal később egyik fia, C. Ph. E. Bach is élt a lehetőséggel, ő már nem csak családnevét, hanem keresztneve kezdőbetűit is beleépítette saját névjegymotívumába, a C. F. E. BACH-motívumba. De más kortársaik is alkalmazták ezt a módszert.

### 19. század

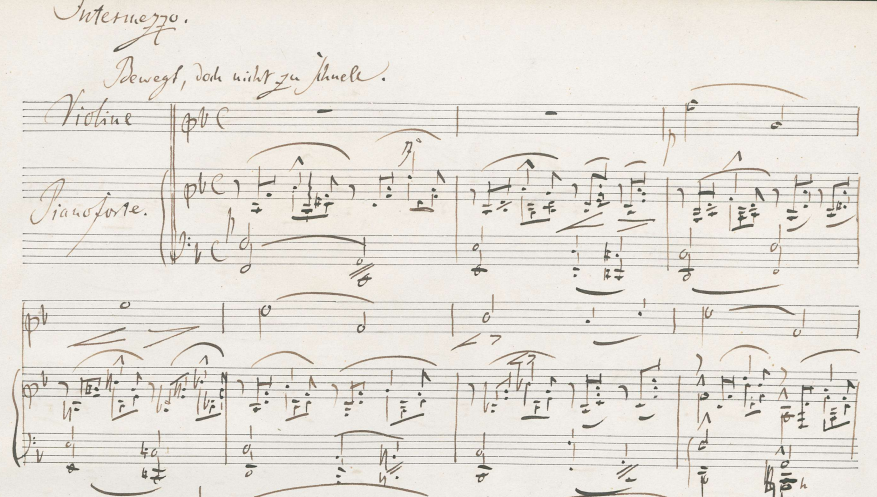
R. Schumann, J. Brahms és Albert Dietrich F-A-E szonáta kézirata, Joachim József mottójával: Frei aber einsam (1853)

A romantikus korban még több zeneszerző élt a betű-hangjegy párosítással. Robert Schumann majdhogynem megszállottan komponált műveibe névjegymotívumokat. Az 1834-ben született Karnevál (op. 9) szinte minden szakasza tartalmaz zenei kriptogramot. A darabban első szerelme, Ernestine von Fricken szülővárosa nevét, Asch, az A-Esz-C-H motívummal, valamint saját magát családnevének betűivel, Scha, azaz az Esz-C-H-A motívummal szólaltatja meg. Az utolsó szakaszban (Marche des "Davidsbündler" contre les Philistins) megszólaló B-E-S-E-D-H motívum a bibliai város, Bezeth fonetikusan megjelenített zenei megszólaltatása. Johannes Brahms is, Schumannhoz hasonlóan négy hangjeggyel jelölte nevét, B-A-H-S, azaz a B-A-H-Esz motívummal az a-moll orgona fúgájában, valamint más zenei kriptogram is hallható Brahms művekben, a német írónő, Gisela von Arnim nevét háromhangjegyes motívummal szólaltatja meg, azaz a Gis-E-La (Gisz-E-A) motívummal.
Az angol zeneszerzők körében a zenei kriptogramok kevésbé voltak népszerűek, kivétel volt viszont Edward Elgar, akit mind a rejtjelezés, mind a rejtvények rendkívül érdekelték. Egy korai Allegretto című, tanítványai, a Gedge nővérek számára komponált darabban nevüket a G-E-D-G-E motívummal szólaltatja meg. Másik jelentős műve, az 1898 és 1899 között keletkezett Enigma variációk számos kriptogramot tartalmaz.

### 20. század
Haydn halálának 100. évfordulójára, 1909-ben a nemzetközi zenei szervezet, a S.I.M. (Société Internationale de Musique) lapjának szerkesztője, Jules Écorcheville kezdeményezésére hat francia zeneszerző komponált Haydn nevéből képzett motívumra darabokat. A zeneszerzők Maurice Ravel, Claude Debussy, Vincent d’Indy, Paul Dukas, Reynaldo Hahn és Charles-Marie Widor voltak. A Francia módszert alkalmazva Haydn nevéből a H-A-D-D-G motívum született. Mindez a zenei kriptogramokat tartalmazó művek franciaországi elterjedéséhez vezetett. Egy másik ünnepség során, 1922-ben Gabriel Fauré tiszteletére a szerző nevéből kialakított G-A-B-D-B-E-E-F-A-G-D-E motívumra épült művek születtek, a zeneszerzők Maurice Ravel, Florent Schmitt és Charles Koechlin voltak. 1929-ben egy további francia zeneszerző, Albert Roussel tiszteletére íródtak nevének névjegymotívumára komponált darabok, a szerzők többek között Francis Poulenc, Arthur Honegger és Darius Milhaud voltak, viszont eltérő rendszereket használtak. Honegger szisztémájában a H-t követő hangok félhanggal leszállított ill. felemelt változatai is szerepeltek, így a 20. századi enkriptálási módszerekbe már a kromatikát is beemelte.
A 20. században egy ritka eset egy vélt zenei kriptorgrammal volt kapcsolatos. Az I. világháború alatt az Egyesült Államokban kitört németellenes hangulat miatt Bostonban Karl Muckot, a Bostoni Szimfonikus Zenekar német származású vezető karmesterét letartóztatták, sőt a nyomozók J. S. Bach Máté-passiójának partitúrájába írt bejegyzéseit rejtjelezett szövegnek vélték.
Az orosz zeneszerzők közül Dmitrij Sosztakovics a német notációra épülve a D-Esz-C-H motívumot használta több jelentős művében saját zenei mottójaként, nevét németül írva – D.SCH – reprezentálta.
Az amerikai zeneszerző, Elliott Carter, Pierre Boulez nevéből kialakított motívumot használta fel a 2004-ben született Réflexions című művében.

## Rendszerek
A reneszánsz kortól többféle módszer is keletkezett, melyeket idővel egymást átfedve is alkalmazták. A legtöbb zeneszerző nevét hangjegyekbe nem szedhette, így „zenei névjegykártyát” nem alkothatott. Más zeneszerzők nevének nem minden egyes betűje volt egy-egy hangjegyhez köthető, ezért különböző módszerekkel jelenítették meg nevüket zenei motívumokban. Egyik lehetőség szerint, a motívumból egyszerűen kihagyták a nem „muzikális” betűt, mint Robert Schumann, akinek nevében csak négy betű volt hangjegyhez kapcsolható (S-C-H-A). Egy további szisztéma, mely a francia módszer volt, egy táblázat segítségével vált alkalmazhatóvá.

### Szótag - szolmizációs név párosítás
A reneszánszban kialakult módszer szerint szótagokat kapcsoltak szolmizációs nevekhez. A rendszer a szótagok magánhangzóinak és a szolmizációs nevek magánhangzóinak azonosságán alapul. A módszert a reneszánsz jelentős zenetudósa, Gioseffo Zarlino nevezte el, így soggetto cavato néven vált ismertté.

### Betű - hangjegy párosítás
Az abc betűire épülő hangjegyelnevezést használták fel zenei névjegyeikben a német zeneszerzők. A módszerrel nem lehetett minden betűt egy adott hangjegyhez rendelni, de A-tól H-ig minden betű képviselve volt. A német nyelvterületeken – valamint nálunk is – az előjegyzés nélküli, (angolul B-natural) B elnevezése H-ra módosult, így a félhanggal leszállított H neve maradt a B. Ez jelenik meg az első legismertebb zenei névjegyben a B-A-C-H motívumban. Ezen kívül alkalmazták az abszolút szolmizációs neveket is, a francia és az olasz hangjegyelnevezést alapul véve (Do-Re-Mi-Fa-Sol-La-Si-Do), de már azoknak nem a magánhangzóit, hanem a kezdőbetűit, vagy a teljes szolmizációs nevet is felhasználva. Így lett a D (re) az R betűt jelölő hang, az A (la) az L betűt jelölő, vagy esetleg egy egész szótagot képviselő. A módosított hangjegyek elnevezése is bővítette a megszólaltatható betűket. A kezdetben az egy az egyben egymáshoz rendelhető betű-hang párosítás egyre többféle hozzárendelést biztosított.

#### Francia módszer
A zenei kriptogramok egy újabb módszere, az úgynevezett francia módszer, a 19. század vége felé jelent meg. A kvázi zenei sifrírozó rendszer szerint egy táblázat felső sorába helyezték el a diatonikus skála hét hangját képviselő betűket, és egyszerűen a skála hangjai alatti három sorba rendezték el az abc további betűit. Így a betűk A-tól G-ig – a diatonikus skála hangjai – a legfelső sorba kerültek, az első sor alatt pedig a következő három sorban a H-N, az O-U és a V-Z közötti betűk szerepeltek. A zenei motívumban pedig a skálán kívüli betűket az adott betű feletti legfelső sorban levő, a diatonikus skála megfelelő hangja helyettesítette. Mivel ebben a rendszerben egy zenei hang több betűt is reprezentálhat, így a motívumokba rejtett kriptogramok felismerése is nehezebbé vált.
| A | B | C | D | E | F | G |
| - | - | - | - | - | - | - |
| H | I | J | K | L | M | N |
| O | P | Q | R | S | T | U |
| V | W | X | Y | Z |   |   |
Ezt a táblázatot alkalmazták a francia zeneszerzők Haydn halálának 100. évfordulója alkalmából a Haydn nevére komponált műveikben, az Y-t a D hanghoz, az N betűt a G hanghoz rendelték, viszont Haydn neve első betűjét nem a táblázat szerint választották, hanem meghagyták a "H" hangjegyet, ezáltal a túl sok hangismétlést elkerülték. Így keletkezett a H-A-D-D-G motívum.

## A motívumok listája

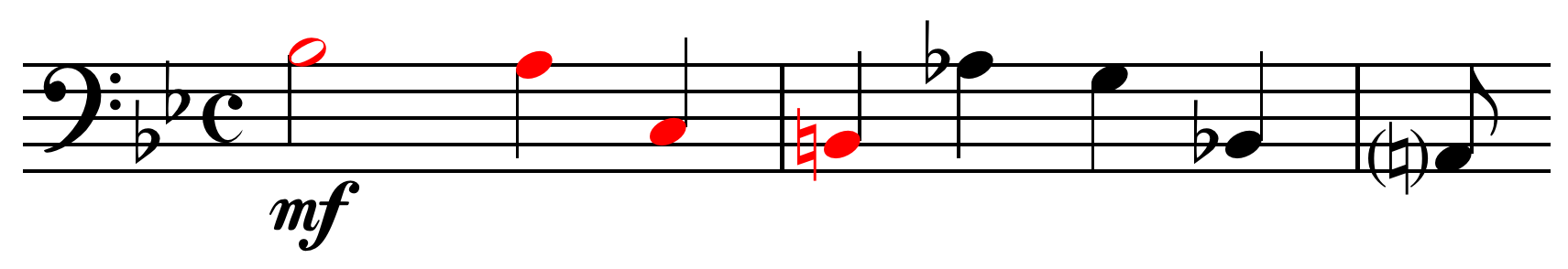
A BACH-motívum, majd az ezt követő egy szekunddal lejjebb transzponált változata Schumann Hat BACH fuga orgonára vagy pedálos zongorára (op. 60, no. 4.) című művében, mm. 1-3.

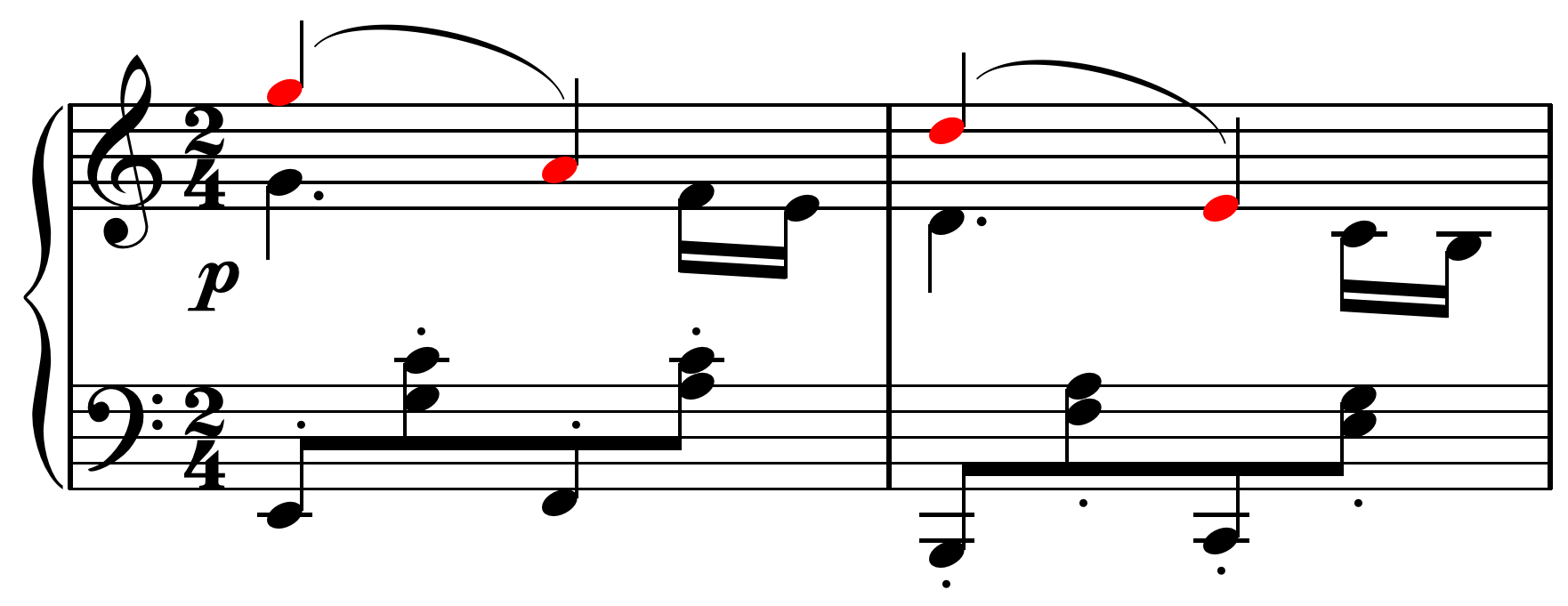
Niels Gade névjegymotívuma, N. Gade: Drei kleine Clavierstücke, Alla marcia c. művében (op. 2a no. 3)mm.20-21.

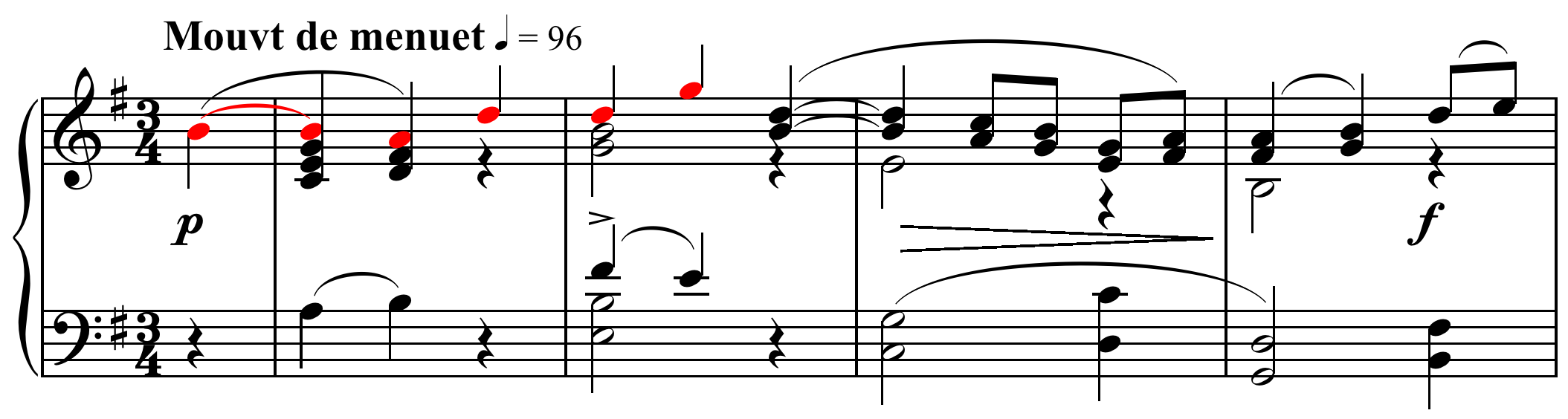
Haydn névjegymotívuma, M. Ravel: Menuet sur le nom d'Haydn c. művében

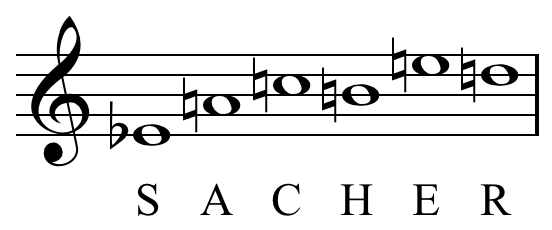
A Sacher-motívum: Esz-A–C–H-E-D (Re)

Az alábbi lista az ismertebb zeneművekben megjelenő és a zeneszerző vagy a mű dedikáltja vagy akár más személy nevének betűiből kialakított zenei motívumokat tartalmazza.
- A, B , E, B , A (= A, B, E, B, A)

a motívumot Aubrey Brain angol kürtös nevének betűiből Gordon Jacob angol zeneszerző komponálta a szerző Fúvós-zongora szextettjében, melyet Aubrey Brain emlékére írt.
- A, B , H , F (= A, B, H, F)

Alban Berg saját nevének, azaz Alban Berg valamint Hanna Fuchs-Robettin monogramját felhasználva (A. B. és H. F.) szólaltatja meg a motívumot a Lírikus szvitjében.
- A, B , E, G, G (= A, B, E, G, G)

azaz Meta Abegg, egy kitalált női név, ami Robert Schumann ABEGG-variációk (op. 1) című művének elképzelt ihletője nevéből kialakított zenei motívum.
- A, D, A, A, F (= A, L, A, I, N)

Jehan Alain (Jehan Alain) zenei névjegye, melyet Maurice Duruflé a Prélude et Fuge sur le nom d'Alainban (op. 7) szólaltat meg, a zenei kriptogram a Francia rendszeren alapul, viszont a táblázat második sorát az 'I' betűvel kezdi a francia hangjegyelnevezést követve.
- A, D, E , C, H, F, E (= A, D, S, C, H, F, E)

Alfred Schnittke (Alfred Schnittke) és Vladimir Feltzmann (Vladimir Feltzmann) nevéből képzett motívum, mely Alfred Schnittke Szonátájában (no. 1.) szólal meg.
- A, E , C, H (= A, S, C, H) és A , C, H (= As, C, H)

Robert Schumann op. 9-es zongoraciklusában, a Karneválban felbukkanó motívum. A zenei motívum Schumann romantikus kapcsolatát reprezentálja az Ašból - németül "Asch" - származó Ernestine von Frickennel. A motívum a betűk sorrendjének felcserélésével egyúttal Schumann nevéből is képezhető - Schumann -. Meg is jeleníti a ciklus Szfinx tételében augmentálva, egészhangokként: E , C, H, A (= S, C, H, A). Mind a két motívum, azaz az ASCH és az SCHA felbukkan még Schumann Bécsi farsang című művében is (op. 26).
- [A], E , C, H , B , E , G (= [A], S, C, H, B, E, G)

Arnold Schönberg (A. Schönberg) zenei névjegye, azaz a Schönberg-hexachord, mely a szerző Seraphita c. daljában (op. 22 no. 1) és A szerencsés kéz (op.18) című színpadi művében szólal meg.
- B , A, C, H  (= B, A, C, H)

az ominózus BACH-motívum, a legismertebb zenei kriptogram, melyet Johann Sebastian Bach, (J. S. Bach) saját családnevének betűiből formált.
- B , A, H, E , (= B, r, A, H, m, Es)

Brahms névjegymotívuma, melyet Alfred Schnittke a Quasi Una Sonata című művében szólaltat meg, a darabban megjelennek egyéb zenei utalások, többek között a B-A-C-H-motívum is.
- B , A, F (= B, La, F)

Mitrofan Beljajev családnevéből alkotott motívum, melyet Rimszkij-Korszakov, Borogyin, Anatolij Ljadov és Alexander Glazunov is megszólaltat vonósnégyeseikben.
- B , D, G , A, C, F (= B, Re, Gis, La, Do, Fa)

az orosz kifejezést alapul véve, берегись Лядова (beregisz Ljadova, azaz óvakodj Ljadovtól), melyet Nyikolaj Mjaskovszkij szólaltat meg vonósnégyesében (no. 3).
- B , E, B , A vagy B , A, B , E (=B, E, B, A vagy B, A, B, E)

Bartók Béla (Béla Bartók) névjegymotívuma, attól függően, hogy magyar vagy nem magyar sorrendben írjuk nevét.
- C, A, G, E (= C, A, G, E)

John Cage (John Cage) névjegye, mely megszólal Pauline Oliveros művében és a Penguin Cafe Orchestra vezetője által írt CAGE DEAD c. darabban.
- C, F, E, B , A, C, H  (= C, F, E, B, A, C, H)

Carl Philipp Emanuel Bach nevéből kialakított motívum, melyet nemcsak a családnevéből, hanem az olaszul írt keresztneve betűiből - C. Filippo. E Bach. – formálta C. Ph. E. Bach. A motívumot a Brüsszeli Konzervatórium könyvtárában fellelt Fughetta témájaként szólaltatja meg J. S. Bach második legidősebb fia.
- D, E , C, H (= D, S, C, H)

Dmitrij Sosztakovics zenei névjegye, (D. Schostakowitsch), mely Sosztakovics több művében is megszólaló téma, az op. 93-as 10. szimfóniában, az 1. csellóversenyben (op. 107), és az 1960-ban keletkezett 8. vonósnégyesben (op. 110) is.
- E, A, E, D, A (= E, La, Mi, Re, A)

az Elmira Nazirova (Elmira Nazirova) motívum, melyet Dmitrij Sosztakovics tanítványa nevéből alkotott, a motívumot Sosztakovics a 10. szimfóniájában rejtette el.
- E , A, C, H, E, D (= Es, A, C, H, E, Re)

a Paul Sacher (Paul Sacher) motívum, mely Sacher-hexachord-ként is ismert.
- E, C, H, A (= S, C, H, A)

R. Schumann zenei névjegymotívuma, Schumann az op. 9-es zongoraciklusában, a Karneválban bukkan fel, valamint Bécsi farsang című művében is (op. 26).
- F, A, E és F, A, F

azaz Frei aber einsam és Frei aber froh, magyarul "Szabad de magányos" és "Szabad de boldog"; az előző Joachim József személyes mottója volt, a téma a számára komponált F-A-E Szonátában hallható (Robert Schumann, Johannes Brahms és Albert Dietrich közös kompozíciója), az utóbbi Brahms mottója volt, mely a 3. szimfóniájában (op. 90.) szólal meg.
- F, E , C, H (= F, S, C, H)

Franz Schubert (F. Schubert) zenei névjegye.
- G, A, B , D, H , E, E, F, A, G, D, E (= G, A, B, Re, H, E, Le - F, A, Ug, Re, E)

Gabriel Fauré zenei névjegye, mely Henri Prunières által a La revue musicale 1922. októberi számában Fauré tiszteletére felkért művek témája volt. Egy másik motívum, az F–A–G-D szintén Fauré névjegyeként jelenik meg egy több szerző által komponált vonósnégyesben 20 évvel később.
- G, A, D, E

Niels Gade zenei névjegye, melyet Schumann a Jugendalbumban (op. 68.) a "Skandináv dal" (no. 41) motívumaként használ fel, a darab alcíme "Üdvözlet G-nek". A motívum szerepel Niels Gade saját zongoradarabjában is, Drei kleine Clavierstücke, (op. 2a, no. 3), Alla marcia.
- G, E , A, H (= G, Es, A, H)

Gustav Holst (Gustav Holst) névjegymotívuma.
- H, A, D, D, G (= H, A, Y, D, N)

Joseph Haydn zenei névjegye, többek között Maurice Ravel a Menuet sur le nom d'Haydn című művében szólaltatja meg, melyet Joseph Haydn halálának 100. évfordulójára komponált - több más felkért zeneszerzővel együtt -, a motívum a Francia módszeren alapul.